# Kender De Københavns Idrætspark?
Kender De Københavns Idrætspark? er en dansk dokumentarisk optagelse fra 1939.

## Handling
En præsentation af Københavns og omegnens idrætsanlæg. Optagelser fra Østerbro Stadion og de mange tilhørende baner og idrætsfaciliteter. Diverse sportgrene udfoldes: Atletik, løb, gymnastik med indmarch, håndstand og spring samt hockey. Banerne i Fælledparken bruges til fodbold og hundeluftning. Fodboldkamp på stadion med fyldte tilskuertribuner - skuespiller Christian Arhoff ses blandt tilskuerne. Der er badmintonhal og tennisbaner, både udendørs og indendørs, samt håndboldhal. Sundby Idrætspark. Genforeningspladsen. Første spadestik og anlægsarbejde til Valby Idrætspark på Ellebjergvej. Svømmebadet Øbrohallen er åbent for byens borgere, men bruges også til konkurrencesvømmere. Til slut ses opvisning fra et kæmpe gymnastikstævne.

## Medvirkende
- Christian Arhoff